# Fechtmeisterschaften der Deutschen Turnerschaft 1930
Die Fechtmeisterschaften der Deutschen Turnerschaft 1930 wurden in Nürnberg ausgetragen. Parallel dazu trug der Deutsche Fechter-Bund eigene Meisterschaften aus. Die Fechter nahmen an den Meisterschaften des jeweiligen Verbandes teil, in dem ihre Vereine, beziehungsweise die Fechtabteilungen ihrer Vereine, organisiert waren.

## Organisation
Die Meisterschaften fanden vom 29. August bis zum 1. September in Nürnberg statt. Es wurden nur Einzelwettbewerbe in den Disziplinen Herrenflorett, Herrendegen, Herrensäbel sowie Damenflorett ausgetragen. Insgesamt waren 124 Fechter gemeldet. Da diese teilweise an mehreren Wettbewerben teilnahmen, gab es für alle Disziplinen zusammengerechnet insgesamt 232 Meldungen.

## Ergebnisse

### Herrenflorett
Im Herrenflorett waren 73 Fechter gemeldet. Es gewann August Heim vor Schubert und Julius Thomson.
| Platz | Sportler       | Verein             |
| ----- | -------------- | ------------------ |
| 1     | August Heim    | TV Offenbach       |
| 2     | Schubert       | TuSpV 1867 Leipzig |
| 3     | Julius Thomson | TV Offenbach       |

### Herrendegen
Im Herrendegen gab es 60 Meldungen. Sieger war Karl Kolbinger vor Kirsten und Eugen Geiwitz.
| Platz | Sportler       | Verein                         |
| ----- | -------------- | ------------------------------ |
| 1     | Karl Kolbinger | MTV München                    |
| 2     | Kirsten        | FV Neu. und Antonstadt Dresden |
| 3     | Eugen Geiwitz  | TV Ulm                         |

### Herrensäbel
Im Herrensäbel gab es 61 Meldungen. Sieger war August Heim vor Siegfried Berthold und Herbert Hoops.
| Platz | Sportler           | Verein                                   |
| ----- | ------------------ | ---------------------------------------- |
| 1     | August Heim        | TV Offenbach                             |
| 2     | Siegfried Berthold | TV Chemnitz                              |
| 3     | Herbert Hoops      | Fechterschaft der Turngemeinde in Berlin |

### Damenflorett
Im Damenflorett waren 38 Fechterinnen gemeldet. Es gewann Olga Oelkers vor Hanni Wolff und Trude Jacob.
| Platz | Sportler     | Verein                  |
| ----- | ------------ | ----------------------- |
| 1     | Olga Oelkers | TV Offenbach            |
| 2     | Hanni Wolff  | Dresdner Damenfechtklub |
| 3     | Trude Jacob  | TV Offenbach            |